# Artillerie médiévale
L'artillerie médiévale regroupe les armes lourdes employées au Moyen Âge. Suivant les périodes, trois classes principales d'armes se côtoient : les armes à torsion appelées aussi machines à ressort, les armes à balancier et enfin les armes à feu.

## Principe général
Quel que soit le type de l'arme employée, le but est d'emmagasiner de l'énergie pour ensuite la libérer brutalement. Dans une arme à torsion, c'est la torsion mécanique des pièces qui assure le stockage de l'énergie. Dans le cas des machines à balancier, un contrepoids qui est élevé stocke de l'énergie potentielle qui est libérée quand ce dernier redescend. Enfin, dans le cas des armes à feu, l'énergie est libérée par la détente brutale de gaz chauds résultant de la combustion de la poudre à canon, c'est-à-dire une déflagration.

## Armes à torsion
Des armes nommées armes à torsion sont connues en Europe depuis l'Antiquité, puisqu'elles sont déjà utilisées par les Grecs, puis les Romains. Elles fonctionnent sur le principe de l'arc, dont elles reprennent la forme générale. Elles sont toutefois de très grandes dimensions, si bien que la force d'un seul homme ne peut suffire à assurer la torsion de la pièce maîtresse. Le couple de torsion est obtenu à l'aide d'une corde attachée aux deux extrémités et tendue par un moyen mécanique tel qu'un treuil. Connues plus généralement sous le nom de catapultes, leur utilisation connaît deux variantes suivant le type de projectile envoyé.
La première envoie des traits qui peuvent être enflammés ou non. C'est le cas des balistes ou scorpions lourds et de leur perfectionnement ultérieur, les arbalètes à tour, qui substituent au bois le métal comme matériau subissant la torsion. 
Elles fonctionnent exactement sur le même principe que l'arc.
La deuxième catégorie envoie des projectiles de type boulet : la corde de l'arc agit sur un levier terminé par une cuillère dans laquelle sont posés les projectiles à envoyer.
C'est la machine que les Romains connaissaient sous le nom d'onagre. Elle est parfois appelée baliste gréco-romaine.
Ce système pour envoyer des charges sera abandonné au XIIIe siècle, ses performances étant supplantées par celles des machines à balancier.

## Armes à balancier
Les premières machines à balancier connues fonctionnaient sans emmagasinement d'énergie. Il est fait état de l'utilisation de telles machines par les Chinois plusieurs siècles avant l'ère chrétienne. Le balancier est constitué d'une longue poutre de bois (appelée aussi verge) à l'extrémité de laquelle est attachée une poche où est placée la charge à envoyer. 
L'autre extrémité était tirée par un groupe d'hommes. Le balancier exploitait donc l'effet de levier pour envoyer les charges. À la suite de leurs contacts avec les Chinois, les Arabes se mirent à employer également ces machines, qui apparurent ensuite, par le biais des croisades, en Europe vers le XIe siècle.
Elles étaient alors connues sous le nom de pierrières. 
Cette machine vit certains perfectionnements : tout d'abord l'ajout d'un contrepoids placé sur la verge, qui aide à accélérer le mouvement de traction opéré sur la verge. 
Elle est alors appelée bricole.

### Armes à contrepoids

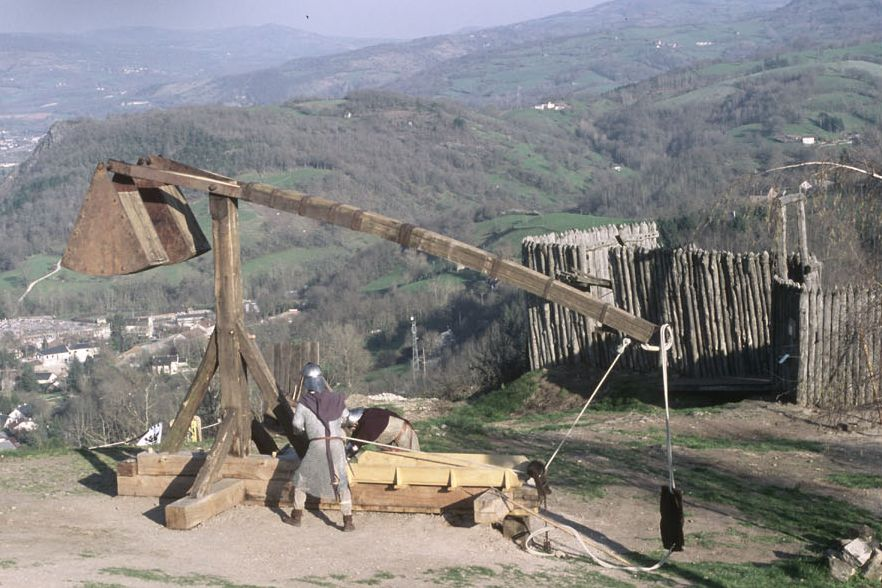
Tir réel d'un couillard (appelé aussi biffa) au château de Calmont d'Olt, Aveyron.

Par la suite, les dimensions de la machine grandissent et la masse du contrepoids augmente. 
La traction de l'homme n'est plus nécessaire pour lancer le projectile. Elle sera utilisée pour élever le contrepoids avant l'utilisation de l'engin de guerre.
Lorsque le contrepoids est relâché, le projectile est éjecté par effet de levier. Ces machines suivirent une évolution parallèle chez les Sarrasins et les Européens. 
Ce sont les machines appelées mangonneaux qui apparurent au début du XIIe siècle. On leur adjoindra plus tard des treuils appelés roues à carrier, dans lesquels prenaient place un ou plusieurs hommes pour lever le contrepoids appelé aussi huche.
Ces machines grandirent encore et les vibrations occasionnées par le contrepoids placé sur le balancier commencèrent à affecter la précision des tirs de la machine, voire à compromettre la stabilité de l'engin de guerre lui-même. La parade trouvée par les engingneurs de l'époque fut d'articuler le contrepoids par rapport à la verge. La machine est alors appelée trébuchet.
Elle sera utilisée du XIIe au XVIe siècle comme arme de siège visant à détruire les ouvrages de défense. Ces engins peuvent alors tirer des boulets pesant jusqu'à 140 kilogrammes à une distance d'un peu plus de 200 mètres.
Toutefois, la lente cadence de tir du trébuchet (environ un coup à la demi-heure) et la main-d'œuvre nécessaire à son fonctionnement - il ne fallait pas moins d'une soixantaine de servants, toutes professions confondues, pour la faire fonctionner - empêchait de l'employer dans certaines situations.
Des modèles plus petits et compacts furent développés, tels que le couillard, appelé aussi biffa, qui divise le contrepoids en deux parties situées de part et d'autre de la verge, ce qui lui valut son nom. Une équipe de 4 à 8 hommes était nécessaire pour assurer le fonctionnement de l'engin, apparu au XIVe siècle. 
Il pouvait tirer une dizaine de coups à l'heure et envoyer des boulets de 80 kilogrammes à 180 mètres. À partir du XVIe siècle, ces machines à contrepoids tombent dans l'oubli,
remplacées par les armes à feu.
Le tableau suivant compare les caractéristiques de chacune de ces armes à feu.
| Engin      | Période            | Portée             | Poids du boulet         | Cadence de tir                | Servants         | Usage privilégié |
| ---------- | ------------------ | ------------------ | ----------------------- | ----------------------------- | ---------------- | ---------------- |
| Pierrière  | ? - XVe siècle     | 40 à 80 mètres     | 3 à 12 kilogrammes      | 1 tir par minute (rapide)     | 8 à 16           | Défensif         |
| Bricole    | XIIe – XVe siècle  | jusqu'à 80 mètres  | 10 à 30 kilogrammes     | 1 tir par minute (rapide)     | 20               | Défensif         |
| Mangonneau | XIIe – XVe siècle  | 160 mètres         | jusqu'à 100 kilogrammes | 2 tirs par heure (faible)     | 12 + artisans    | Offensif         |
| Trébuchet  | XIIe – XVIe siècle | jusqu'à 220 mètres | jusqu'à 140 kilogrammes | 1 à 2 tirs par heure (faible) | 60 à 100         | Offensif         |
| Couillard  | XIVe – XVIe siècle | jusqu'à 180 mètres | 30 à 80 kilogrammes     | jusqu'à 10 tirs par heure     | 4 à 8 + artisans | Polyvalent       |

## Armes à feu

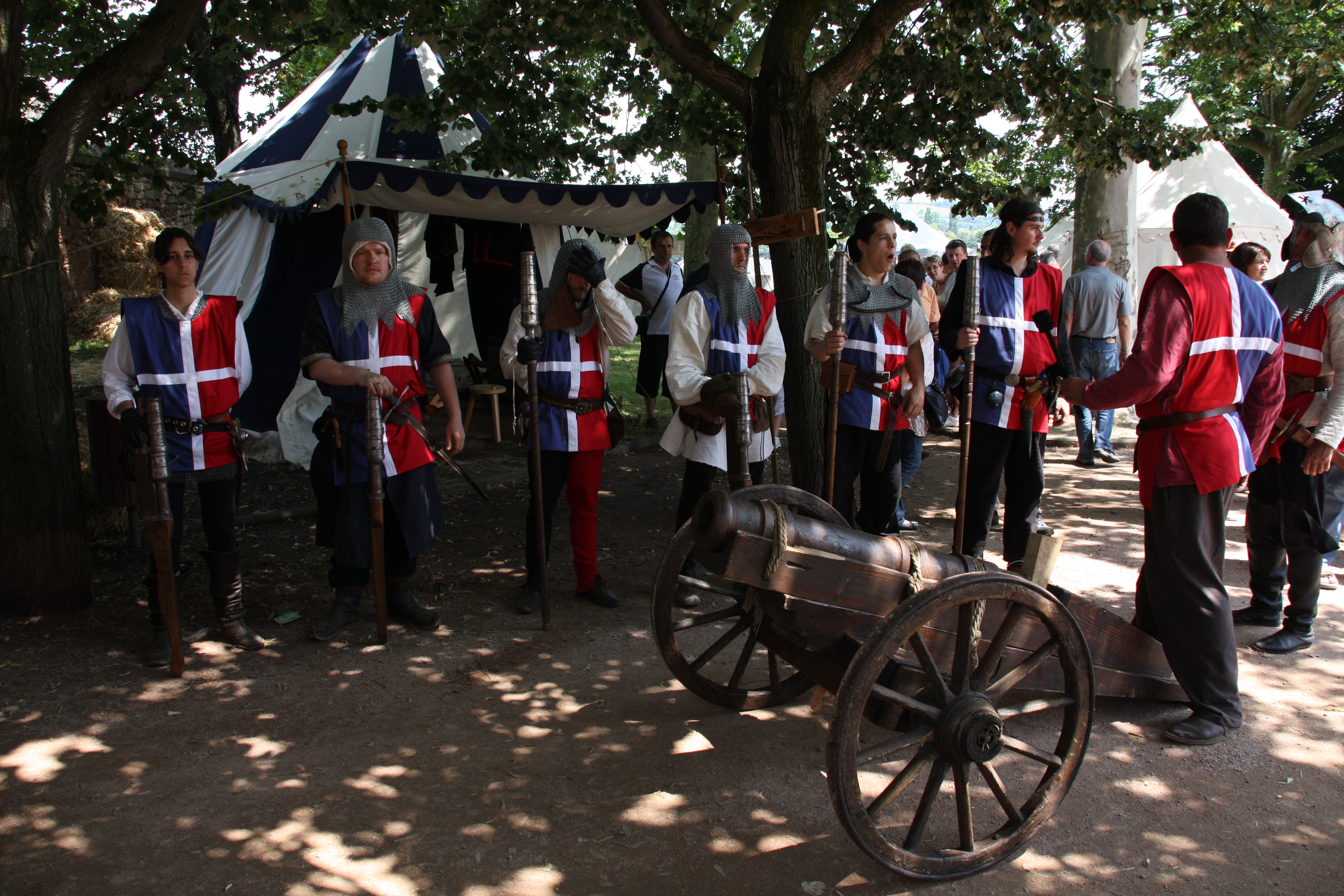
Canon médiéval.

Ces armes sont basées sur l'explosion de la poudre noire, qui suivit le même chemin que les armes à balanciers : de la Chine à l'Europe en passant par le Proche-Orient.
Les premières bouches à feu ou bombardes apparurent au début du XIVe siècle en Europe. Leur présence est notamment attestée à la bataille de Crécy, en 1346.
Paradoxalement, les armes à contrepoids et les armes à feu cohabiteront pendant un peu plus de deux siècles. 
En effet, la poudre noire était chère à fabriquer et les premières bouches à feu étaient dangereuses pour les hommes se tenant autour. 
La maîtrise graduelle et le développement continu de ces armes leur permettront d'affirmer leur supériorité par rapport aux autres engins d'artillerie connus. 
Vers le XVIe siècle, leur utilisation est généralisée. Les développements ultérieurs de ces armes donneront l'artillerie sol-sol telle que nous la connaissons actuellement.